# Singhiella elbaensis
Singhiella elbaensis là một loài côn trùng cánh nửa trong họ Aleyrodidae, phân họ Aleyrodinae.
Singhiella elbaensis được Priesner & Hosny miêu tả khoa học đầu tiên năm 1934.